# Смирнов, Руф Яковлевич
Руф Яковлевич Смирнов (1872 — март 1919, Курск) — врач, депутат Государственной думы II созыва от Курской губернии.

## Биография

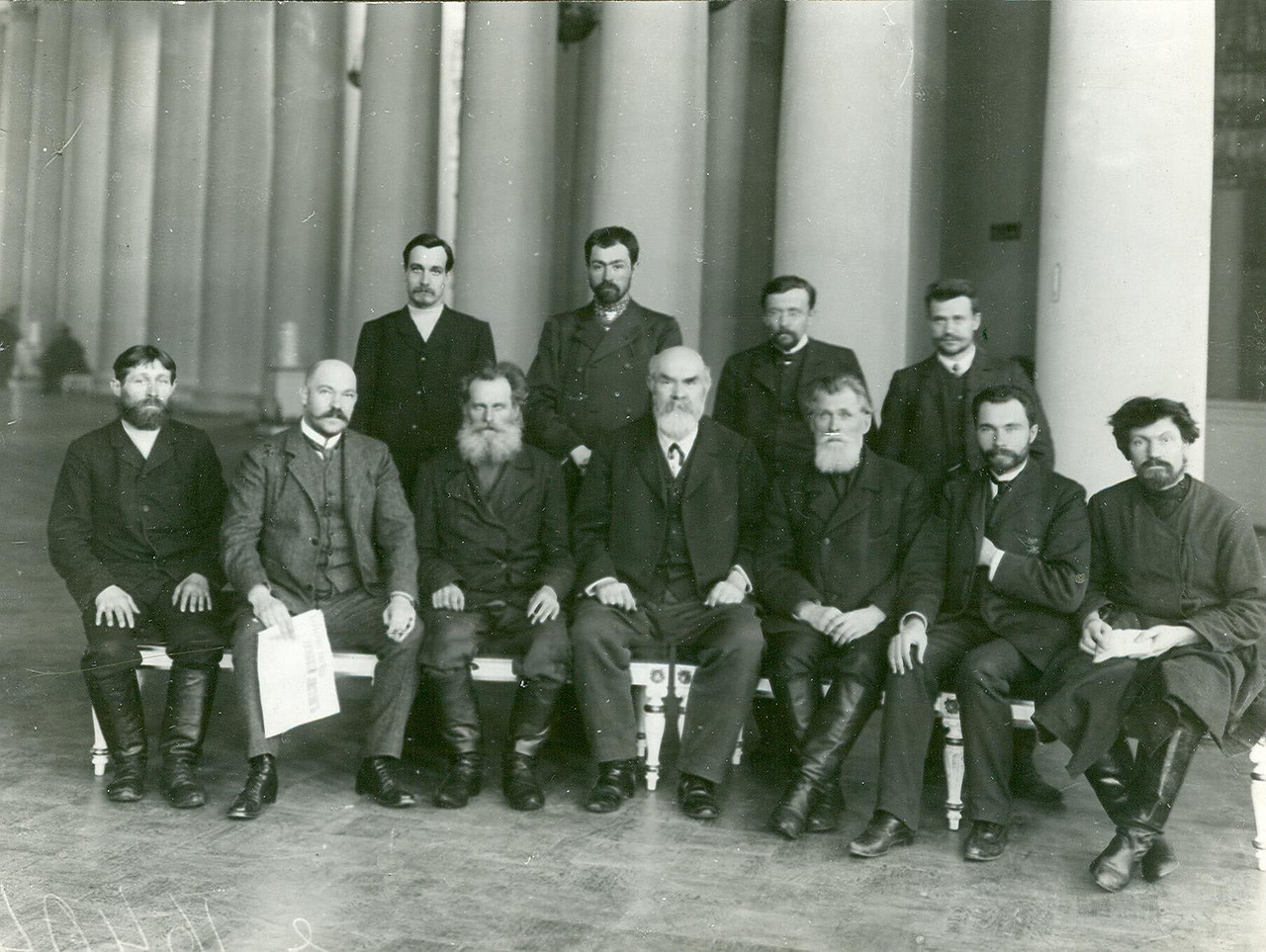
Депутаты II Государственной Думы от Курской губернии. Первый ряд — А. Е. Афанасьев, К. Ф. Тахтамиров, Н. O. Оводов, В. И. Долженков, С. И. Волков, И. Н. Мушенко, И. Е. Пьяных. Второй ряд — А. И. Русанов, П. С. Лохвицкий, Р. Я. Смирнов, Д. К. Белановский

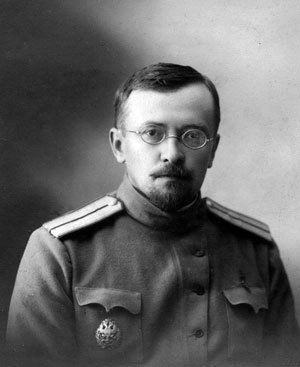
Р. Я. Смирнов, военный врач, 1-я мировая война.

Родился в семье чиновника Якова Смирнова родом из Вологды и Марии Руфовны урождённой Ржаницыной, дочери настоятеля Николоваганьковского храма в Москве. В детстве заикался. Окончил 5-ю московскую гимназию с серебряной медалью. Выпускник медицинского факультета Московского университета 1896 года. Служил земским врачом в слободе Алексеевка Корочанского уезда Курской губернии, а также слободе Коренск того же уезда. Был врачом на русско-японской войне. Руководил училищем фельдшеров, служил в Мукдене и Порт-Артуре.
8 февраля 1907 избран во Государственную думу II созыва от общего состава выборщиков Курского губернского избирательного собрания. По сведениям семьи состоял членом социал-демократической партии, однако в думскую социал-демократическую группу не вошёл. По одним данным был членом кадетской фракции, по другим вошёл в состав Трудовой группы и фракцию Крестьянского союза. Состоял в комиссии Думы по народному образованию.
После разгона Думы был сослан в слободу Бутурлиновку под Воронежем, затем в Торжок, Тверской губернии. В Торжке основал первую больницу.
В 1914 году ушел в армию, работал в военных госпиталях, в частности, в июне 1917 в 79-м госпитале, расквартированном в Покровском-Алабино, дер. Корнево, Московской губернии.
В марте 1919 года служил заместителем начальника военного госпиталя в Курске, умер, заразившись тифом.

## Семья

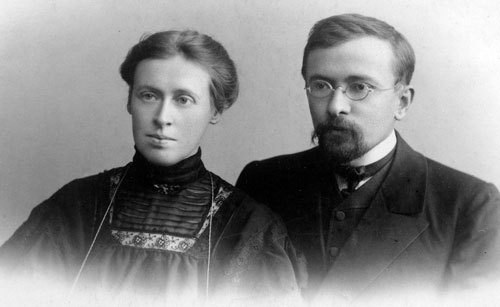
Р. Я. Смирнов и его жена Анна Фёдоровна ур. Грунке сразу после свадьбы, 1906.

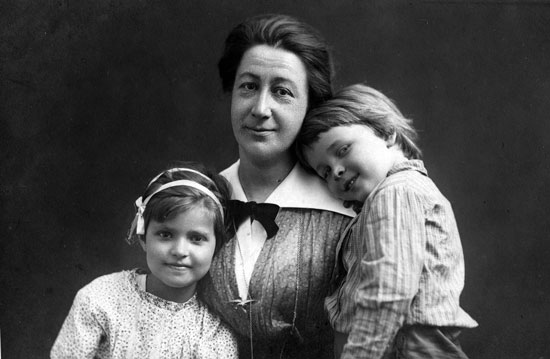
Надежда Ивановна ур. Орлова и Лида и Сергей Смирновы, дети от первого брака Р. Я., 1914

- Сестра — Анастасия, рано умерла от туберкулёза[1].
- Сестра — Мария Яковлевна Смирнова, врач-гинеколог в Тверской губернии, позднее в Калининской области[1], после смерти Руфа Яковлевича воспитывала его старших детей.
- Брат — Сергей, преподаватель музыки[1]
- Брат — Андрей, преподаватель рисования[1]

Первая жена (с 1906) — Анна Фёдоровна урождённая Грунке, умерла от родильной горячки
- Дочь — Лидия[1] (1907—1991), замужем за Фёдором Агранатом[4].
- Сын — Сергей[1] (15(28) октября 1909, д. Бутурлиновка Бобровского уезда Воронежской губернии — 25 мая 1969, Москва), историк-африканист, специалист по Судану[5]

Вторая жена (с 1911) — Надежда Ивановна урождённая Орлова
- Дочь — Вера[1] (19 марта 1916 — 6 сентября 1958, Москва) окончила с отличием мехмат МГУ, инженер-геофизик. Работала в «Дальнефтеразведке» и во Всесоюзном научно-исследовательском геологоразведочном институте (ВНИГРИ, Москва), была мачехой Георгия Хомизури[6].

### Архивы
- Российский государственный исторический архив. Фонд 1278. Опись 1 (2-й созыв). Дело 396; Дело 604. Лист 21.